# Russisches schwimmendes Kernkraftwerk

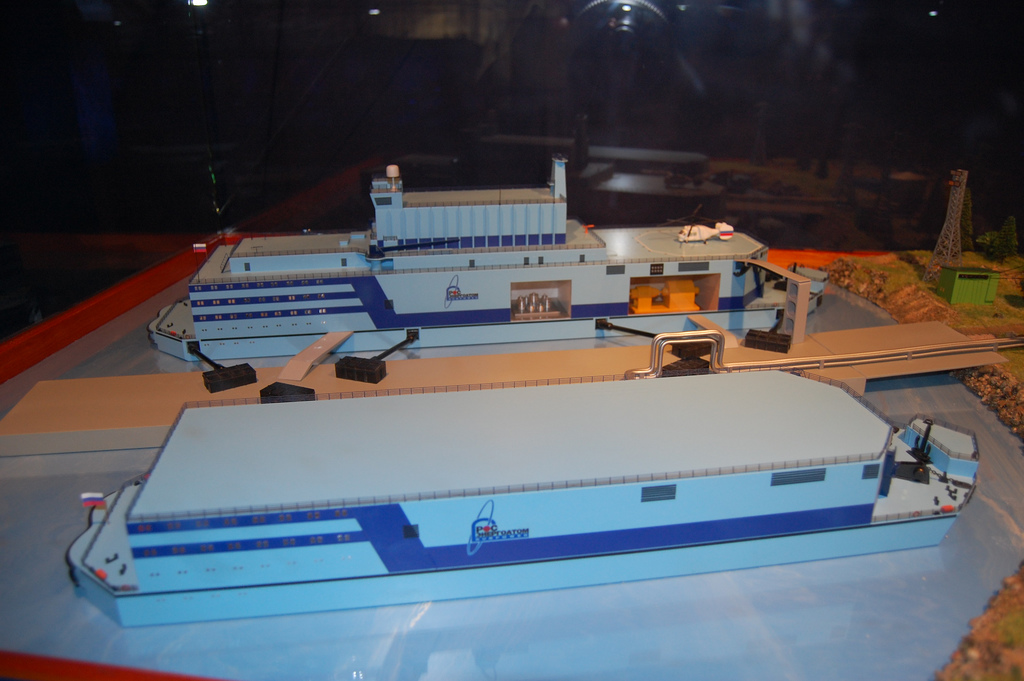
Modell des russischen Projekts

Russische schwimmende Kernkraftwerke (russisch ПАТЭС ММ) sind von Rosatom geplante inselnetzfähige Kernkraftwerke mit vergleichsweise geringer Kapazität auf einer schwimmenden Plattform. Die Anlagen sind für die Serienproduktion in Werften konzipiert worden. Nach Fertigstellung sollen die Kraftwerke an Bestimmungsorte in küstennahen Gewässern in der Nähe von Städten oder Industrieanlagen geschleppt werden.
Ein erstes realisiertes Projekt ist die Akademik Lomonossow (Baubeginn 2007), die seit Dezember 2019 in der arktischen Hafenstadt Pewek dauerhaft mit dem Netz verbunden ist und im Mai 2020 den kommerziellen Regelbetrieb begann.

## Name
Die Abkürzung ПАТЭС ММ (= PATES MM) steht für russisch плавучая атомная теплоэлектростанция малой мощности, wörtlich übersetzt bedeutet dies auf Deutsch
- плавучая = schwimmend
- атомная = nuklear
- тепло = thermo
- электро = elektro
- станция = Station
- малой = klein
- мощности = Leistung

also schwimmendes Kernheizkraftwerk bzw. Heizkernkraftwerk geringer Leistung.

## Konzeption
Es handelt sich um ein Konzept der dezentralen Energieversorgung durch Kernkraftwerke. Neben der Strom- und Wärmeerzeugung soll die Anlage bei Bedarf auch zur Meerwasser-Entsalzung eingesetzt werden. Es können dann 240.000 m³ Süßwasser pro Tag erzeugt werden. Die nicht selbstfahrende Plattform ist 144 Meter lang, 30 Meter breit und wiegt 21.500 Tonnen.

## Ausstattung
Die Anlage ist mit zwei Kernreaktoren des Typs KLT-40 bestückt, die auch in russischen Atomeisbrechern der Tajmyr-Klasse und im russischen Arktik-Frachter Sevmorput im Einsatz sind. Jeder Reaktor der Version KLT-40S hat eine thermische Nennleistung von 150 MW, ein Generatorsatz liefert eine elektrische Leistung von brutto 35, netto 32 MW. Die Anlagen sind für eine Laufzeit von 40 Jahren ausgelegt. Die Reaktoren müssen alle 3–4 Jahre mit neuen Brennelementen bestückt werden. Das PATES hat Lagerbehälter sowohl für neue als auch abgebrannte Brennelemente an Bord, die je 4 verbrauchte Reaktorkerne aufnehmen können. Damit muss nach 12–15 Jahren die Anlage mit neuen Kernbrennstoff versorgt und der wärmeentwickelnde hochradioaktive Abfall entsorgt werden. Es ist geplant, das komplette Kraftwerk zum Brennelementewechsel in die Werft zu schleppen.

## Entwicklung
Ein erster Prototyp mit Baubeginn in 2007, die Akademik Lomonossow, wurde in der Sankt Petersburger Werft Baltiski sawod gefertigt.
Die kommerzielle Inbetriebnahme fand am 22. Mai 2020 statt; das Heizkraftwerk versorgt Pevek, eine Hafenstadt nördlich des Polarkreis in der Tschukotka-Region in der fernen östlichen Region von Sibirien (Föderationskreis). Weitere Anlagen sollen Städte in Russisch Fernost und Sibirien mit Strom und Wärme versorgen, im Gespräch sind der Marinestützpunkt Wiljutschinsk auf Kamtschatka und der Ort Tscherski in Jakutien. Ebenfalls gab es Überlegungen, den KKW-Typ zur Energieversorgung von Offshore-Förderplattformen sowie zum Betrieb der Gazprom-Infrastruktur auf der Kola- und Jamal-Halbinsel einzusetzen.
Laut Pressemitteilung der russischen Prüf- und Genehmigungsbehörde Glawgosekspertisa wurde Anfang 2018 die Betriebsgenehmigung für die Akademik Lomonossow erteilt. Ende April 2018 wurde die Akademik Lomonosov aus ihrem St. Petersburger Dock geschleppt: das erste schwimmende AKW der Welt wurde über Ost- und Nordsee und den Nordatlantik nach Murmansk jenseits des Polarkreises gezogen. Dort liegen die größten Teile der russischen Nordflotte, auch die meisten russischen Atom-U-Boote. Die Kernreaktoren wurden dort mit nuklearen Brennelementen bestückt. In Murmansk lud der staatliche Konzern Rosatom am 19. Mai 2018 zu einer Feierstunde, bei der Alexej Lichatschew sagte: „Nun haben wir das erste Referenzprojekt einer mobilen atomaren Energiequelle. Für die nächsten Jahre erwarten wir eine sehr hohe Nachfrage.“ Bereits im Sommer 2018 hätten einige Inselstaaten ihr Interesse bekundet. Die Pilotanlage (ohne den Infrastrukturausbau in Pewek) soll Rosenergoatom 21,5 Mrd. Rubel gekostet haben, es wird erwartet, dass Folgeprojekte für 18 Mrd. Rubel (Wechselkurs 2020: ca. 200 Mio. Euro) realisiert werden können.
Das Projekt wird wegen damit gesehener Risiken für die Ozeane von Umweltschützern wie Greenpeace heftig kritisiert.